# Columna miliaria de Lorca

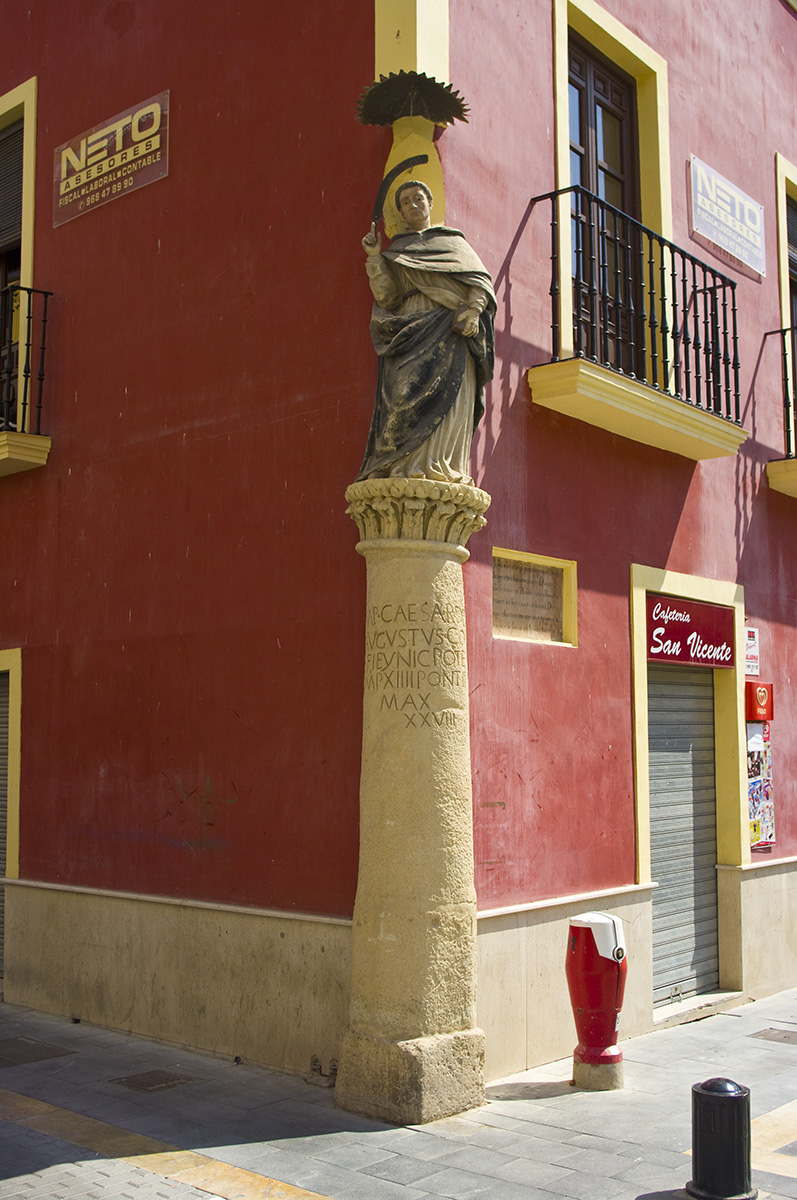
Columna Miliaria de Lorca.

La columna miliaria de Lorca (Región de Murcia, España) se encuentra en la calle Corredera, en un vértice de la Glorieta de San Vicente, adosada a la casa solariega de los Marín Ponce de León (siglo XVII). Se trata de un miliario romano de la época de Augusto (8-2 a. d. C.) perteneciente a la Vía Augusta en su tramo entre Cartago Nova (actual Cartagena) y Eliocroca (actual Lorca).

## Descripción

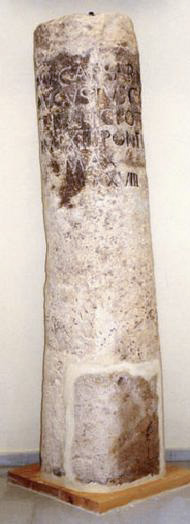
Columna original en el museo arqueológico municipal de Lorca.

Se trata de una columna de 2'35 metros de altura apoyada sobre un cubo de 0'5 metros para darle mayor altura. El fuste de la columna, ligeramente más ancho en su base que en su remate, presenta un diámetro aproximado de medio metro. Tiene una inscripción, que se conserva incompleta, en letras capitales romanas de época Imperial que reza:
IMP CAESAR DIV
AVGVSTVS 
FIEYNICPOTE
IMPXIIIIPONTII
MAX
Esta inscripción es una modificación realizada en el siglo XVII sobre la inscripción original, que decía:
IMP CAESAR DIV
AVGVSTVS CO
TRIBUNIC POTE
IMPXIIIIPONTII
MAX
Por comparación con otros miliarios similares encontrados en la Región de Murcia, la inscripción completa sería:
IMP CAESAR DIVI F
AVGVSTVS CONS XI
TRIBUNIC POTEST XVI
IMP XIIII PONTIF
MAX
/Cónsul por XI vez/Año XVI de su Potestad Tribunicia/
/Generalísimo en XIV campañas y Pontífice Máximo/

## Historia
El miliario lorquino fue erigido junto a la Vía Augusta en torno a los años VIII y II a. C.. No se encuentra en su posición original sino que debió ser desplazado desde algún punto del Campo de Lorca a su posición actual.
En 1411 se empleó como pedestal para colocar una escultura del santo dominico San Vicente Ferrer que por aquellos años había estado predicando en la ciudad, y que aún hoy se puede contemplar. Más tarde, en el siglo XVII la familia Marín Ponce de León construyó su casa adosada a la columna, tal y como se puede contemplar hoy día.
El original de la columna miliaria se encuentra expuesto en el Museo Arqueológico Municipal de Lorca, mientras una copia continúa en la Glorieta de San Vicente.

### La leyenda de San Vicente
Cuenta la tradición local que, en el siglo XV, tras predicar San Vicente Ferrer en la ciudad de Lorca, y desencantado por la poca atención recibida por los del lugar, dijo la famosa frase de Lorca ni el polvo mientras sacudía sus sandalias al salir de la ciudad. 
Como «castigo» se decidió situar una estatua suya en la calle más bulliciosa (la calle Corredera) y en la que más polvo levantaran los lorquinos a su paso como homenaje al Santo.